# 1308 هـ
1308 هـ هي سنة في التقويم الهجري امتدت مقابلةً في التقويم الميلادي بين سنتي 1890 و1891.

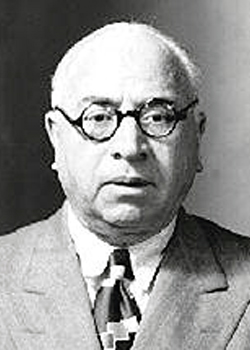
توفيق السويدي

## أحداث
- 22 ربيع الأول: بريطانيا العظمى تعلن زنجبار محمية بريطانية.
- المهنا أمير القصيم يخوض بمعركة كبرى ضد محمد بن عبد الله بن علي الرشيد بانتصار محمد العبد الله الرشيد.
- محمد بن عبد الله بن علي الرشيد يحتل القصيم بأكملها متجها إلى الرياض.
- فهد بن عبد الرحمن يتولى منصب وزير الحروب وتولي خالد بن عبد الرحمن منصب نائب الوزير.

## مواليد
- 3 محرم: إبراهيم عبد القادر المازني، صاحب "إبراهيم الثاني"، و"قبض الريح"، وهو أحد مؤسسي مدرسة الديوان بجانب العقاد وشكري.
- ربيع الأول: إبراهيم الآلوسي، عالِم وقاضي وواعظ وداعية وفقيه ومحدث وخطاط.[5]
- 30 ذو الحجة: زكي مبارك، أديب مصري.
- أمين سعيد، صحفي ومؤرخ، من أهل اللاذقية.[6]
- توفيق السويدي، سياسي ووزير عراقي ورئيس وزراء العراق في العهد الملكي.
- توفيق الفراتي، رحالة وباحث وأديب عراقي.
- جميل المدفعي، سياسي عراقي في العهد الملكي.
- علي الجميل، شاعر من أهل الموصل.
- محمد طاهر الدباغ، سياسي سعودي.
- جميل المدفعي - عسكري وسياسي عراقي.
- سعد الأول بن عبد الرحمن بن فيصل آل سعود قتل في عام 1333هـ.
- إبراهيم الآلوسي
- رفائيل نخلة
- عبد الله السلام
- عياد بن نهير

## وفيات
- إبراهيم الأحدب
- ريتشارد فرانسيس برتون
- محمد حسين الكاظمي
- 1 صفر: أيوب صبري باشا، رحالة ومؤرخ وعسكري تركي
- 3 جمادى الأولى: محمد فيضي الزهاوي - فقيه وعالِم دين عراقي.
- 22 رمضان: الكيرواني، عالم دين هندي.